# Honderd Scholen van het denken
De Honderd Scholen (bǎi jiā 百家) staat voor het gedachtegoed van de verschillende meesters en filosofen uit de pre-Qin periode, dus van vóór 220 v.Chr. en dan vooral de Periode van de Strijdende Staten (Zhànguó 戰國, 479-221 v Chr.). In die periode werd onder anderen geworsteld met de vraag hoe het land te besturen en hoe een goed leven te leiden. Of zoals de Nederlandse filosoof Karel van der Leeuw het verwoordt: "er werd een oplossing gezocht voor de anarchie der tijden”
"Vanwege de originaliteit en de diversiteit van de in deze periode ontwikkelde ideeën geldt de periode van de Strijdende Staten [..] als de meest creatieve fase van de Chinese wijsbegeerte", aldus de sinoloog Erik Zürcher.
In de 8e eeuw v.Chr raakte de Zhou-dynastie ernstig verzwakt. Het gezag van de Zhou koningen nam af en dat van de leenmannen en adellijke families nam toe. Regionale heersers begonnen elkaar te bevechten en van de honderden leenstaatjes bleven er uiteindelijk nog zeven over. De heersers van die staten noemden zich vervolgens ook koning en streden in grootschalige oorlogen om de hegemonie: de periode van de strijdende staten.
De verandering in de politieke orde zorgde ervoor dat het eens vanzelfsprekende kennis- en gedachtegoed en de bestaande rituele praktijken hun gezaghebbende karakter verloren. 
De grote veranderingen op politiek en sociaal gebied in China vanaf de zesde eeuw v.Chr. leidden tot een nieuwe bezinning op het functioneren van mens, maatschappij en kosmos..
Moderne wetenschappers hebben de periode van Honderd Scholen doorgaans beschreven als "de gouden eeuw van de Chinese filosofie". De traditionele beoordeling was minder positief: het opkomen van concurrerende filosofieën werd gezien als een achteruitgang van een vreedzame politieke en culturele eenheid die naar verluidt bestond tijdens de Westelijke Zhou-dynastie (1122-771 v.Chr.).
De Zhuangzi geeft dat helder aan:
Over de hele wereld heerst wanorde. Er zijn geen verlichte wijsgeren en heilige mensen meer, de meningen over de Tao en de deugd zijn onderling verschillend.
Of zoals Ban Gu het vele eeuwen later verwoordde:
Lang geleden, toen Zhongni (Confucius) gestorven was, werden de subtiele woorden afgebroken en toen zijn zeventig leerlingen gestorven waren, werd de grote betekenis van zijn leer inconsistent. (..). Tijdens de Periode van de Strijdende Staten (...) werden het echte en het valse betwist en waren de woorden van verschillende meesters verward en verwarrend.
Gelukkig bracht de Han dynastie weer eenheid en orde, aldus Bang Gu.

## De Pre-Han-teksten
Er zijn verschillende bronnen uit de periode van de Strijdende Staten waarin een soort overzicht wordt gegeven van de verschillende 'filosofische stromingen'. Karel van der Leeuw noemt het ‘de vroege samenvattingen van het Chinese denken’ . Kidder Smith spreekt over ‘een classificatie van rivaliserende denkers’.
Er zijn ten minste vijf van die bronnen te vinden: fragmenten uit de Lüshi chunqiu, Hanfeizi, Xunzi, Mencius en de Zhuangzi. Hieronder worden enkele van die fragmenten, namelijk die van Xunzi en Zhuangzi besproken..
De rivaliteit tussen de verschillende Meesters begon evenwel met Mozi. Die wierp de eerste steen . 

### Mozi
De Mohisten waren een strikt georganiseerde en dogmatisch goed gedefinieerde organisatie, met een quasi-militaire commando- en controlesysteem. De Mohisten vielen de confucianisten, die veel zwakker waren georganiseerd, op een zeer krachtige manier aan hetgeen een tegen reactie van Mencius en Xúnzǐ uitlokte.
Het is plausibel om te stellen dat deze aanval van de Mohisten heeft geleid tot een grotere cohesie onder de confucianisten dan voor die aanval. En de ironie is dat de Mohisten met de komst van de Han-dynastie praktisch van het toneel verdwenen, in tegenstelling tot de confucianisten. )
Carine Defoort en Nicolas Standaert schetsen in hun boek Tien stellingen tegen Confucius de context.
Confucius kwam op voor een herstel van de traditie. In de woelige situatie van zijn tijd vond Confucius noch in zijn eigen staat, noch bij anderen gehoor met zijn pleidooi voor traditionele waarden. Maar de politieke desinteresse van de effectieve machthebbers was niet de enige opdoffer: hij kreeg ook tegenwind van andere denkers die geen heil zagen in een heropleving van de traditie.
De eerste machtige tegenstem kwam van Mozi en diens volgelingen. Zij waren het oorlogsgeweld grondig beu en beschouwden de aristocratische cultuur, zowel de strijdende
ridders als de zachtzinnige ritualisten, als oorzaak van alle ellende, en zeker niet als een oplossing ervoor. De mohisten vonden de confucianisten huichelachtig, inefficiënt, fatalistisch, wreed, onredelijk en immoreel. Ze klaagden de verspilling aan waarmee aristocratische rituelen gepaard gingen, de hypocrisie van traditionele gebruiken, de nefaste gevolgen van fatalisme, het nepotisme van de machthebbers, contradicties in de traditionele moraal, en de ellende van oorlogen. In de ogen van de mohistische ijverige ‘mieren’ zijn de confucianisten (ru) luie en spilzieke ‘krekels’: ze leven er maar op los, zonder te werken, tenzij om de schone schijn. Het is dan ook geen wonder dat ze ten slotte aan lagere wal geraken. 
De Mozi verwoordt het aldus: 
De confucianisten versieren riten en muziek zodat mensen zich te buiten gaan aan uitspattingen. Ze pronken met eindeloos verdriet om hun ouders te bedriegen. Ze berusten in hun lot, doen niets aan de armoe, en lopen hoog op met een relaxed leventje. Ze gaan in tegen wat echt telt, verwaarlozen hun taken en leven erop los. Gulzig met eten en drank en te lui om te werken, zinken ze weg in honger en kou, riskeren ze de vries- of hongerdood, zonder er iets aan te doen. 

### Xunzi
In het hoofdstuk "Contra de twaalf meesters" (hoofdstuk 6, Fei shier zi 非十二子) bekritiseert Xunzi die meesters van wie hij de leer en invloed als gevaarlijk voor de samenleving beschouwde. Hiermee biedt hij een zeldzaam overzicht van stromingen in het denken van die tijd.. Het zou het vroegste omvangrijke overzicht zijn van concurrerende ideologieën die bewaard is gebleven in het Chinese corpus..
Xunzi verdeelt de twaalf meesters in zes paren. Hij stelt dat hun theorieën de wereld verwarren met valse begrippen van goed en kwaad en van wat orde en wat anarchie veroorzaakt. De Chinese termen voor "goed" en "kwaad" (shi en fei) omvatten niet alleen het morele onderscheid, maar ook het epistemologische onderscheid tussen "wat het geval is" en "wat niet het geval is". 
De twaalf meesters en de zes 'doctrines' zijn: 
- Wei Mou en Tuo Xia
- Chen Zhong (Tian Zhong) en Shi Q
- Mo Di (Mozi) en Song Xing
- Shen Dao en Tian Pia
- Hui Shi en Deng X
- Zisi en Mencius

Na de gebreken van elk paar te hebben aangewezen, sluit Xunzi zijn analyse van elk paar af met een identieke waarschuwing: 
 Niettemin zijn hun stellingen beargumenteerd en vormen hun uitspraken een patroon, genoeg om de domme massa te misleiden. 
Die waarschuwing geldt niet voor het laatste paar Zisi en Mencius.
Daar waar de vorige posities besproken werden aan de hand van een vaste repititieve structuur, valt dat patroon hier plots weg. Zisi en Mengzi behoren net als Xunzi tot dezelfde groep, de Ru (confucianisten). We geven Xunzi's kritiek weer:
Sommigen nemen ten dele de vroege koningen als norm maar hebben geen notie van samenhang. Toch zijn hun talenten talrijk, hun bedoelingen groots, en hun ervaringen gevarieerd en omvangrijk. Op basis van het verre verleden creëren ze een theorie die ze 'de vijf soorten gedragingen' noemen: ten zeerste buitensporig en zonder parallel, obscuur en zonder verklaring, esoterisch en zonder uitleg. Met opsmuk maken ze hun zinsneden eerbiedwaardig en declameren ze: Dit zijn waarlijk de uitspraken van de heren van weleer. Zisi zette de toon en Mencius viel in. De domme, weifelende en verwarde confucianisten van vandaag maken hierover veel ophef maar weten niet dat het verkeerd is. Vervolgens aanvaarden ze het en geven ze het door, denkende dat Confucius en Zigong hiermee gewaardeerd zullen worden door de latere generaties. Dit dan is de schuld van Zisi en Mencius.
Aan het einde van het hoofdstuk heeft Xunzi het over drie groepen 'verachtelijke confucianisten': de confucianisten van de Zizhang-fractie, die van de Zixia-fractie en die van de Ziyou-fractie. Tegenover deze 'verachtelijke confucianisten' stelt hij elders Zhongni (Confucius) en Zigong - en niet Zisi en Mencius- als voorbeelden van 'grote confucianisten'. 
Eenheid in het denken en bestuur zal volgens Xunzi alleen worden bereikt wanneer ware confucianisten de leerstellingen van de twaalf heterodoxieën hebben buitengesloten. Net als bij Han Fei, geeft diversiteit alleen maar verval aan. Xunzi is niet geïnteresseerd in het samenbrengen van de verschillende inzichten ('a harmony of views').
In hoofdstuk 21 Undoing Fixation (Jiebi 解蔽篇) kritiseert Xunzi opnieuw de verschillende scholen: Ze hebben allen een beperkte blik, ze zijn gefocust op maar één kant van de Weg (dao). Het is Confucius zelf die het geheel overziet.

### Zhuangzi
In een dialoog tussen Zhuang Zi en Hui Zi worden vijf scholen (jia) benoemd. Zhuang Zi stelt Hui Zi de volgende retorische vraag: "welke van de vier scholen, de confucianisten, de mohisten, de yangisten en de bingisten — en met uzelf, meester, erbij, zijn het er vijf — heeft nu uiteindelijk gelijk?  In diverse andere hoofdstukken benoemt hij de disputen tussen de confucianisten (ru) en de mohisten (mo). Disputen die hij zinloos acht. Uiteindelijk kan niemand door te bekvechten bepalen wie er gelijk heeft.
Hoofdstuk 33 van de Zhuangzi 'Alles onder de hemel' geeft een uitgebreid overzicht van de verschillende scholen (baijia). Paragraaf 33-IV geeft de volgende inleiding: 
 Over de hele wereld heerst wanorde. Er zijn geen verlichte wijsgeren en heilige mensen meer, de meningen over de Tao en de deugd zijn onderling verschillend. Velen in de wereld bekijken de dingen van één kant en vinden dan dat ze zelf gelijk hebben. Het is alsof oren, ogen, neus en mond alle hun eigen inzicht hebben en niet in staat zijn onderling tot een overeenkomst te komen. Dat is precies hetzelfde als de kennis van de honderd scholen. Elke school heeft zijn eigen sterke punten, en bij tijd en wijle zit er ook wel wat bruikbaars tussen. Maar geen van hun stelsels is volledig en universeel. 
Vervolgens worden in de volgende zes paragrafen steeds enkele meesters besproken. Hun ideeën worden in het kort uiteengezet waarna de beperking wordt aangegeven. Uitzondering hierop is het koppel Laozi/Yin de grenswachter: "Grenswachter Yin! Oude Langoor! Jullie waren de allergrootste ware mensen uit de oudheid". En natuurlijk Zhuang Zi zelf: "In zijn creatieve werk en in zijn studie van de schepping heeft hij voor altijd geldige principes naar voren gebracht, en zijn benadering zal niet worden verworpen. Duister! Mysterieus! Niemand heeft hem nog volledig doorgrond".
De zes 'groepen' meesters zijn:
- Mo Di en Qin Huali [later gerekend tot de mohisten]
- Song Xing en Yin Wen
- Peng Meng, Tian Pian en Shen Dao [legalisten]
- Yin de Wachter van de Bergpas en Oude Langoor [Laozi] [taoisten]
- Zhuang Zi [taoisten]
- Hui Shi, Huan Duan en Gongsun Long [logici/sofisten]

De inleiding bij het koppel Mo Di en Qin Huali gaat als volgt:
Geen verkwistingen in deze late tijden, geen verspillingen van de tienduizend dingen, geen verheerlijking van maten en getallen, maar zo strikt als een peillood je eigen gedrag bepalen, teneinde de crisis van de wereld het hoofd te bieden: de methode van de Tao van de oudheid bestond gedeeltelijk ook hieruit.
Mo Di en Qin Huali hoorden van deze traditie en hielden ervan, maar ze waren te overmatig in de uitvoering en te streng in de beperkingen die ze oplegden. (...) 
De ideeën van Mo Di en van Qin Guli waren juist, maar de manier waarop die ten uitvoer werden gebracht was niet goed. Het gevolg is geweest dat de latere generaties van mohisten niets anders deden dan met elkaar wedijveren in zelfkwelling tot er ‘geen dons meer groeide op hun kuiten, geen haar meer op hun schenen’. Dat is de hoogste graad van wanorde en de laagste graad van bestuur.
We zien een belangrijke verschuiving in perspectief ten opzichte van die van Han Feizi en Xunzi. De Zhuangzi veronderstelt dat ieder van de scholen sterke punten heeft. Alleen zijn ze niet volledig en universeel (op Zhuang Zi zelf na dan, alleen is die voor ons te duister om volledig te kunnen begrijpen).

## De teksten uit de Han-dynastie

### Huainanzi
De Huainanzi, een tekst van de vroege Han-dynastietekst uit de 2e eeuw v.Chr. neemt het perspectief van de Zhuangzi over. In hoofdstuk 2.7 lezen we dat de bijdragen van de verschillende scholen te beschouwen zijn als de benodigde spaken van een wiel.
 Elk van de Honderd Tradities (baijia) had zijn eigen oorsprong, zoals blijkt uit hun uiteenlopende leerstellingen. Zo is het ook de Weg die Mozi, Yang Zhu, Shen Buhai, en Lord Shang voorstaan als het gaat om het bestuur van het land. men kan elke school vergelijken met een boog van het baldakijn, de  individuele rib van een paraplu of een individuele spaak van het wagenwiel. Als er genoeg zijn, kan men het geheel completeren; als er enkele ontbreken, heeft dit geen invloed op het functioneren van het geheel. Het feit dat ze beweerden de enige meesters te zijn in de materie, toonde aan dat deze denkers niet waren doorgedrongen tot de fundamentele disposities van hemel en aarde. 
In hoofdstuk 11-3 staat het volgende:
 Daarom zijn de woorden van de honderd tradities (baijia) onderling tegengesteld, maar ze convergeren naar één principe. Vergelijk het met zijde, bamboe, metaal en steen (snaarinstrumenten, blaasinstrumenten, klokken en klankstenen). Samen maken ze allemaal [harmonieuze] muziek. Het geluid en de traditie van elk zijn verschillend, maar het bouwwerk blijft intact (but none is lost from the structure). De paardentemmers Bo Le, Han Feng, Qin Ya, en Guan Qing, temmen ieder paarden op hun eigen wijze maar begrijpen paarden op dezelfde manier. De Drie Keizers en Vijf Keizers hadden ieder hun wetten en decreten, maar bereikten allen het hart van het volk. 
Hoofdstuk 13.12 concludeert in een kort aforisme:
 De honderd rivieren hebben verschillende bronnen, maar ze stromen allemaal naar de zee; de honderd scholen hebben uiteenlopende specialisaties, maar ze streven allemaal naar goed bestuur.

### De zes scholen van Sima Tan
In het nawoord van de Shiji uit de 1e eeuw v.Chr. is een essay opgenomen, 'De essentiële punten van de zes scholen' (Lun liujia zhi yaozhi 論六家之要指), afgekort Yaozhi (要指), dat is geschreven door Sima Tan 司馬談 (overleden 110 v.Chr). Hij is de vader van Sima Qian, die de Shiji heeft opgesteld. Hierin worden zes 'scholen' (liujia 六家) benoemd:
| 陰陽 Yīn-Yáng | naturalisme   |
| 儒者 Rú zhě   | confucianisme |
| 墨者 Mò zhě   | mohisme       |
| 法家 Fǎ jiā   | legalisme     |
| 名家 Míng jiā | sofisme       |
| 道家 Dào jiā  | daoisme       |

Sima Tan geeft de volgende typering van de zes scholen:
 Het Groot Commentaar op het Boek der Veranderingen zegt: "Er is één bewegende kracht, maar daaruit ontstaan honderd gedachten en plannen. Allen hebben hetzelfde doel, hoewel hun wegen verschillend zijn." De scholen van het Yin-yang, de Confucianisten, de Mohisten, de Logici, de Legalisten en de Taoïsten streven allemaal naar goed bestuur. Het verschil tussen hen is eenvoudig dat ze verschillende wegen volgen en onderwijzen, en sommige zijn doordringender dan andere. 
Vervolgens schrijft Sima Tan zes korte essays over elk van de zes jia. Daarna volgt een (zelf)commentaar op dat materiaal, dat twee of drie keer zo lang is. 
In bovenstaand fragment horen we een echo van het hoofdstuk Alles onder de hemel (hoofdstuk 33) van de Zhuangzi. In de pre Qin teksten werd de eenheid gezocht in vroegere tijden (van de Weg van de koningen). Sima Tan vindt die in de eigentijdse Han-dynastie, waarin het rijk nu eindelijk is verenigd. Verschil is ook dat er niet langer over personen, de meesters, wordt gesproken maar over meer abstracte scholen.
Anders dan in de eerder genoemde opsommingen creëert Sima Tan zes ideale typen op basis van de inhoud van de meesterliteratuur uit de periode van de Strijdende Staten. De namen voor de eerste drie typen - Yinyang, Ru en Mo - bestonden al vóór Sima Tan. De andere namen - Fajia, Mingjia en Daojia - waren zijn eigen uitvinding. Alle zes groepen zijn in zekere zin synthetisch. Hoewel ze putten uit op dat moment bestaande kennis (bijv. yinyang kosmische cycli, de zuinigheid van de Mo), was elk in verschillende mate een nieuw samengestelde combinatie, vervaardigd voor het nut ervan in het besturen van het Han-rijk. .
Sima Tan koppelt geen namen of teksten aan de zes jia. Het blijft bij abstracties.
De bibliografieën in de Shiji van Sima Qian, de zoon van Sima Tan, hebben overigens maar een beperkte aansluiting bij de zes onderscheiden scholen. Alleen de Ru hebben een eigen hoofdstuk in de overgeleverde Shiji. Laozi (daoisme) en Han Feizi (legalisme) zitten in eenzelfde groep. . Die beperkte aansluiting geldt overigens ook voor Xunzi en Zhuangzi: Mozi en Song Bin behoren in de Zhuangzi tot verschillende groepen terwijl ze in de Xunzi bij elkaar worden geplaatst..
Kortom, de zes stromingen zouden in de periode van de Strijdende Staten niet als zodanig worden herkend. In die tijd was er geen sprake van een "School van Daoïsme" of "School van Logici" etc. 

#### Polemiek
Kidder Smith betoogt dat de "Yaozhi" meer is dan een classificatie van denken ten dienste van hedendaagse politiek. Het was evenzeer een polemiek, want Tan betoogde dat de Daojia het essentiële van elk van de andere jia overneemt waardoor de Daojia een volledig repertoire van politieke kennis biedet, een visie op het geheel. Als zodanig was de Yaozhi ook een overtuiging, een beroep op keizer Wu van de Han (regeerde 140-87) om te regeren volgens Daoïstische principes. Iets wat we ook zien bij Liu An de samensteller van de Huainanzi.
Tan zelf zou dus een Daoïst genoemd kunnen worden - maar met slechts een vleugje Daoïsme om hem heen, aldus Smith.
De typeringen die Tan van bijvoorbeeld de Ru (confucianisten) geeft kunnen we zien als een karikatuur. We zouden redelijkerwijs kunnen spreken van de Ru als zelfbewuste collectiviteiten met leraren, stamboom, teksten, enz. Deze Ru zijn helemaal niet wat Tan in gedachten heeft. In plaats daarvan heeft hij een paar ideeën geselecteerd die afkomstig zijn uit die verschillende groepen en ze gerepresenteerd als een van zijn zes configuraties. Hij benut de term Ru die een eeuwenoude geschiedenis heeft en geeft er een nieuwe referentie aan. Hij maakt kortom een nieuwe synthese en dat geldt ook voor de Mozi en Yinyang. De drie andere groepen zijn zoals we al zagen geheel nieuwe creaties van zijn hand..
Kortom, de classificatie van Chinese denkers in zes stromingen door Sīmǎ Tán vertegenwoordigde Sīmǎ's eigen poging om de denkwijzen in het oude China te classificeren. 
Een eeuw later zien we een verdere uitbreiding van het aantal scholen. Bij deze uitbreiding stond niet langer het politieke doel voorop maar de ordening van de vele teksten.

### De tien scholen van de Yiwenzhi
Liu Xiang (77–6 v. Chr) stelde de eerste catalogus op van de Keizerlijke Bibliotheek. Deze vormde de basis voor de  Yiwenzhi een hoofdstuk uit het Boek van de Han (Hanshu). 
Hierin worden zes hoofdcategorieën onderscheiden. De eerste twee zijn:
- Liùyì lüè (六藝略) - De zes (Confucianistische) klassieken en de vele commentaren daarop
- Zhūzǐ (諸子)  - Diverse Meesters plus commentaren

De eerst categorie is de belangrijkste waarin de  klassieken en ook het werk van Confucius is opgenomen. De tweede categorie (Zhūzǐ) bevat de werken van de 'honderd scholen'. Vandaar dat de bǎijiā ook wel wordt aangeduid als de Zhūzǐ bǎijiā.
In de categorie Zhūzǐ worden de volgende scholen (jiā) onderscheiden:
| 儒家   | Rú jiā        | confucianisten                 |
| 道家   | Dào jiā       | daoïsten                       |
| 陰陽家 | Yīn-Yáng jiā  | naturalisten                   |
| 法家   | Fǎ jiā        | legalisten / yin-yang school   |
| 名家   | Míng jiā      | sofisten / dialectici / logici |
| 墨家   | Mò jiā        | mohisten                       |
| 從橫家 | Zónghéng jiā  | diplomaten                     |
| 雜家   | Zá jiā        | eclectici                      |
| 農家   | Nóng jiā      | agriculturisten                |
| 小說家 | Xiǎo shuō jiā | fabelvertellers                |

Dit rijtje wordt ook wel aangeduid als de “Nine Streams and Ten Schools - Negen (filosofische) stromingen en tien scholen” (jiu liu shi jia 九流十家). De school fabelvertellers wordt namelijk niet als een filosofische stroming beschouwd. Of zoals Ban Gu het in zijn nawoord stelt: "Van de tien scholen (jia) van de Verschillende Meesters zijn er negen het overwegen waard".
De indeling is zonder meer schatplichtig aan de indeling in zes scholen van Sima Tan. Sima Tan selecteerde alleen die stromingen die hij belangrijk vond in het kader van het keizerlijke bestuur. Liu Xiang heeft een ander doel, namelijk het classificeren van teksten, compileren van teksten en opstellen van de catalogus. Hij creëerde hiervoor naast de zes categorieën van Sima Tan nog vier andere categorieën.
Waar Sima Tan de voorkeur geeft aan de Daojia, wordt in de Yiwenzhi de voorkeur gegeven aan de Liuyi, de zes klassieken van het confucianisme. . Waar in de beginjaren van  keizer Wu aan het hof nog discussie bestond over de te kiezen weg (meer daoïstische of meer confucianistische principes) tekent zich in Yiwenzhi al af dat het confucianisme staatsideologie aan het worden is (of al is geworden).
In de 6e eeuw werd er in de bibliografie van Ruan Xiaoxu 阮孝緖 (479–536) de Qīlù 七錄 (Zeven Lijsten) nog een extra school toegevoegd:
| 兵家 | Bingjia | militaire school |

Bij het bestuderen van de teksten uit de pre-Qin tijd is het raadzaam om voorzichtig om te springen met het gebruik van de hierboven genoemde scholen. Zoals al gesteld zijn de scholen een constructie en indeling achteraf. De Guanzi bijvoorbeeld wordt gezien als een legalistisch werk. Drie essays uit dit boek worden vandaag de dag als taoïstisch bestempeld. De Huainanzi, gerangschikt als eclectisch werk, is opgenomen in de Daozang, de taoïstische canon. Etc. 
Wetenschappers zijn zich er steeds meer van bewust dat de traditionele onderverdeling van de 'Meester Teksten' in aparte scholen meer zegt over de biblothecarissen van de Han dan over de auteurs van die teksten .

## Teksten
Veel moderne critici hebben opgemerkt dat pre-Han teksten vaker het product zijn van meerdere auteurs. Zoals we hebben geleerd uit bamboe- en zijdehandschriften die de afgelopen vijfenveertig jaar zijn opgegraven, waren tekstuele eenheden oorspronkelijk vrij klein (soms zo kort als een enkele episode, misschien zelfs een enkele kunstig geconstrueerde zin). De synthetische teksten die aan ons zijn overgeleverd, werden samengesteld door deze kortere elementen met elkaar te verweven.
Bijna alle oude teksten die tot ons zijn gekomen, de zogenoemde overgeleverde teksten, zijn bewerkt door bibliothecarissen van de keizerlijke bibliotheek uit de Han-dynastie. Vooral Liu Xiang heeft hier een belangrijke rol in gespeeld. Sommige teksten zoals de Zhuangzi zijn in de vierde eeuw na Chr. nog ingrijpend geredigeerd. 
Kenmerkend voor deze teksten uit pre-Han tijd is dat bij de compilatie de teksten werden toegeschreven aan een (al dan niet mythische) auteur waarbij vaak onduidelijk blijft of en in welke mate zij zelf hebben bijgedragen aan de tekst met hun naam. 
Hieronder geven we een overzicht van de overgeleverde teksten die we kunnen rekenen tot de 'honderd scholen'. Overgeleverde fragmenten blijven buiten beschouwing. De indeling in scholen is conform de Yiwenzhi of latere catalogi.
| Auteur                   | Tekst                                     | School           |
| ------------------------ | ----------------------------------------- | ---------------- |
| 孔子 Kong Zi (Confucius) | 論語 Lunyu - Gesprekken van Confucius     | klassieken       |
| 孟子 Mengzi              | 孟子 Mengzi                               | confucianisten   |
| 荀子 Xun Zi              | 荀子 Xunzi                                | confucianisten   |
| 管仲 Guan Zhong          | 管子 Guanzi                               | daoïsten         |
| 老子 Lao Zi              | 老子 Laozi (Daodejing)                    | daoïsten         |
| 文子 Wenzi               | 文子 Wenzi                                | daoïsten         |
| 莊周 Zhuang Zhou         | 莊子 Zhuangzi                             | daoïsten         |
| 列子 Liezi               | 列子 Liezi                                | daoïsten         |
| 鶡冠子 Heguanzi          | 鶡冠子 Heguanzi - The Pheasant Cap Master | daoïsten         |
| 商鞅 Shang Yang          | 商子 Shangzi                              | legalisten       |
| 尸佼 Shi Jao             | 尸子 Shizi                                | legalisten       |
| 韓非子 Han Feizi         | 韓非子 Han Feizi                          | legalisten       |
| 鄧析子 Deng Xizi         | 鄧子 Dengzi                               | legalisten       |
| 公孫龍子 Gongsun Longzi  | 公孫龍子 Gongsun Longzi                   | sofisten         |
| 墨子 Mo Di               | 墨子 Mòzĭ                                 | mohisten         |
| 呂不韋 Lü Buwei          | 呂氏春秋 Lüshi Chunqiu                    | eclectici        |
| 劉安 Liu An              | 淮南子 Huainanzi                          | eclectici        |
| 孫子 Sunzi               | 孫子 Sunzi De kunst van het oorlogvoeren  | militaire school |

## Geraadpleegde literatuur
- Bor, Jan en Leeuw, Karel van der (2003) 25 eeuwen Oosterse Filosofie, teksten toelichtingen, Boom
- Csikszentmihalyi, Mark (2003). Constructing Lineages and inventing traditions through Exemplary Figures in Early China. T'Oung Pao, nr89 pp59-99
- Defoort Carine & Standaert, Nicolas (red) (2009) Tien stellingen tegen Confucius, Het pleidooi van de Chinese wijsgeer Mozi, Pelckmans
- Defoort Carine & Standaert, Nicolas (red) (2003) Hemel en aarde verenigen zich door rituelen, een bloemlezing uit het werk van de Chinese wijsgeer Xunzi, Pelckmans
- Durrant, Stephen (1986) Chu-tzu pai-chia 諸子百家. In William H. Nienhauser, The Indiana Companion to Traditional Chinese Literature, pp336-344
- Harbsmeier, Christoph (2013). The Birth of Confucianism from Competition with Organized Mohism. Journal of Chinese Studies, 56, pp1-21.
- Idema Wilt en Haft, Lloyd (1996) Chinese letterkunde: een inleiding, Amsterdam University Press (herdruk 2005 Amsterdam Academic Archive)
- Fölster, Max Jakob (2016) The imperial collection of the Former Han and the origins of philology in China: a study of Bielu, Qilüe and Hanshu Yiwenzhi (proefschrift).
- Hutton, Eric L.(2014) Xunzi: The Complete Text, Princeton University Press.
- Knoblock, John 1988 Xunzi: A Translation and Study of the Complete Works, Volume I-III, Stanford University Press
- Major John S. e.a. (2010) The Huainanzi: A Guide to the Theory and Practice of Government in Early Han China, by Liu An, King of Huainan, Columbia University Press.
- Petersen, Jens Østergård (1995). Which books did the first emperor of ch'in burn?: On the meaning of Pai Chia in early Chinese sources. Monumenta Serica, 43, pp1-52.
- Schipper, Kristofer 2007 Zhuang Zi de volledige geschriften, Augustus
- Smith, Kidder (2003). Sima Tan and the Invention of Daoism, 'Legalism,' 'et cetera'. Journal of Asian Studies, Vol. 62 No. 1 pp129-156